# Труд
Вижте пояснителната страница за други значения на работа.
Вижте пояснителната страница за други значения на труд.
Трудът е извършването на полезна дейност и е естествена необходимост за човека. Тази дейност като полезна и необходима за обществото се заплаща според естеството на извършената работа (и цените на продукцията).

## Характеристики
Типично трудът се свързва с извършване на тежка физическа дейност или работа, изискваща усилия, концентрация, умения, знания, и всичко, което при повече усилия постига съществени резултати в производството, индустрията за развитието на дадена страна.
Трудът е последователно извършвана дейност[ неясно? ]. Тоест, за да се извършва дейност по производство и друга необходима индустриална или технологична дейност се изисква продължителна и постоянна трудова дейност на работещите. Това се отнася еднакво за работещите на държавни работни места и за тези, в частния сектор, където при производството, продължаващо с години, е необходимо постоянство, за да се постигне някакъв резултат.
Характеризира се с изразходване на определено количество енергия, като стремежът е това да се прави без вреда за организма при индустриалното производство, със съответните правила за работа, както и облекла, които имат смисъла да защитават работещия в неговата дейност. В зависимост от професионалната подготовка работещият заема различни позиции в дадена индустрия или производство, в дадена сфера на човешката дейност.
Това се отнася и до неговото добро физическо състояние, което може да е от помощ за работещия при физически труд на производството.
При работата на учени и инженери, или за мениджърите, които правят своите проекти и друг вид дейност на бюро, за добрата производителност има някакво значение и конкретните условия за труд като осветление, ергономичен стол и други, тъй като те трябва да мислят за другите работещи и учащи, тоест да ползват „умствен труд“ при който е важно удобството.
Една от дефинициите в либералната икономика е, че „Трудът в икономиката е вид човешка дейност, която се извършва срещу заплащане за постигане на определени производствени резултати“, тази дефиниция, обаче изглежда не се оказва достатъчно добра, защото не гарантира последователност на труда и на извършваната работа от фирмата или корпорацията, като се използва такава дефиниция се достига до икономически състояния на общи медицински отпуски, вирусни епидемии и дори „пандемии“, при които работещите макар известно време да работят от вкъщи да губят своите работни места, а фирмите да се закриват.
Чрез труд се произвеждат продукти на труда, това може да са всякакъв вид уреди, пособия, както и относително прости, така и сложни, включително книги, например, всичко, което може да служи на човека за самия него като дрехи, очила, обувки, но също и това, което е необходимо за обстановката около него, както и всичко необходимо за неговото придвижване. Чрез съвременния труд се осъществяват и услугите, достъпни за обществото, като комуникационни услуги и други типове услуги, които улесняват някои видове дейности за живеещите в града. Работещите извършват разнообразни дейности при полагането на труд, с което се извършват производствени или монтажни процеси в някаква област срещу предварително договорено заплащане. Това може да са друг тип дейности, индиректно свързани с производството, примерно по обезпечаване на някои от необходимите за производството части или химични доставки. Може да са дейности по обезпечаване за офисите на мениджърите на производствата – комуникации и материали. Друг тип труд и работа е този, свързан с науката, образованието и културата. Такъв труд включва поддържане на научно-образователното и културно равнище, което да позволява правилното извършване на производствените процеси, без да се налагат такива сериозни прекъсвания като „вирусни пандемии“. В някои случаи трудът е свързан с удовлетворяването на свои лични и на семейството потребности.
Трудът е основен фактор на производство.
Домашната работа като чистене, гладене, боядисване на дома, цепене на дърва, почистване на градина, косене на трева също е вид труд. Към този вид труд се приспада и селскостопанският труд.
Трудът може да бъде във формата на доброволческа дейност / работа в някои случаи, когато в рамките на организация или фирма за него се заплаща по-малко чрез наемане на работа срещу заплащане.
В древността и миналото насилствен труд под формата на робство е имало в Египет, имало е и по време на Турското робство у нас.
През социализма е съществувал недоброволен труд, когато е вид съдебно наказание, което се смята за намалено съдебно наказание (виж също трудови лагери и трудови лагери в Северна Корея).

## Видове труд
Видът труд се отнася до вида професия.
- селскостопански и промишлен труд
- физически и умствен труд
- квалифициран труд
- професионален труд (напр. на учителя)
- творчески труд[3]
- съвместен труд
  - обществен труд (Маркс)
    - доброволчески труд, доброволческа работа

## Антропогенеза
За първи път се вижда използване на сечива на труда при маймуните, които са човекоподобни. Те използват „сечива“, които са предмети, намерени в природата, като камъни, пръчки, за да се хранят в джунглата. По-късно първите хора развиват тези сечива и предмети, като изработват първите тояги, ножове, копия и т.н., както и първите съдове, кремъци за палене на огън и т.н. С откриването на огъня от хората се усъвършенстват и сечивата, тъй като това позволява използването на метала, вместо копия с каменни върхове. Така в развитието на хората като цяло и в оръдията на труда се различават желязна, медна епоха. Като в медната епоха се въвеждат медни съдове за хранене. Постепенно оръдията на труда се усложняват и усъвършенстват, като хората започват да използват освен дрехи от кожи на животни от лова, тъкани дрехи, което позволява по-разнородна дейност на ръцете, появява се писмеността.
Според Маркс и Енгелс трудът е отличителна черта на хората, която ги различава от животните, съзнателният труд отличава хората от инстинктите на животните, и характеризира човека като „творец“.

## Трудово право
Трудовото право е дял от правната наука, който се занимава с всички теми на труда в производството, образованието, науката и всички сфери на човешката дейност, при които се полага труд с цел постигане на обществени резултати. Трудовото право защитава особено работещите, но също така и самите работодатели, които се нуждаят от работна сила, за да извършват своята дейност (когато искат да извършват такава). Трудовото право се отнася и до така наречените професии по наемане на персонал, които много често се смятат за не извършващи труд и за отделени от трудовото законодателство. Специалистите по наемане на персонала са тези, които са официално наети от съответните компании за да могат да отговарят за своята дейност пред мениджърите си, но и пред държавата. Трудовото право е писано като такова през социализма с цел продължителното извършване на една дейност от един работник в рамките на един завод и организация, което е направено така с цел самата фабрика или организация да има продължителна през годините дейност и производство. Трудовото право се грижи за работещия да се развива на своето място като усъвършенства своите умения и при показване на добри резултати да може да повишава своята квалификация и своята позиция. Трудовото право се грижи за това трудещият се да извършва дългогодишно своята дейност, както и фабриката или организацията също дългогодишно да може да ползва същия сбор от работещи, а не да пренаема през месец, според мнението на „модерни специалисти по наемане на персонал“, което затруднява дейността, а в някои случаи може и да я спре, като например с „международната вирусна пандемия“, при която въпросните методологии на специалистите по наемане на персонал спират хиляди, милиони и дори милиарди работещи от тяхната трудова дейност.

## Други
На труда е наречена улица в квартал „Суходол“ в София (Карта).

## Виж още
- Трудово право
  - Трудов договор
- Работа
- Професия